# Акілео Парра
Хосе Боніфаціо Акілео Еліас Парра-і-Гомес де ла Вега (ісп. José Bonifacio Aquileo Elias Parra y Gómez de la Vega; 12 травня 1825 — 4 грудня 1900) — колумбійський військовик, бізнесмен і політик, президент Сполучених Штатів Колумбії від 1876 до 1878 року.

## Біографія
Народився 1825 року в Барічарі. Після здобуття початкової освіти був змушений піти працювати, кілька років продавав капелюхи та працював у портах на річці Магдалена.
1858 року його було обрано депутатом Асамблеї штату Болівар. 1859 року став членом Палати представників штату Сантандер. Коли 1860 року почалась громадянська війна, долучився до військ генерала Москери. 15 серпня 1860 року потрапив у полон до урядових військ та був вивезений до Боготи. Його було звільнено після взяття столиці повстанцями 18 липня 1861 року. Після того в складі військ Еусторгіо Сальгара бився проти решток урядових сил, якими командував генерал Каналь. 18 вересня 1862 року зайняв пост голови Конституційної Асамблеї штату Сантандер.
1863 року брав участь у Конвенції Ріонегро, котра ухвалила нову Конституцію, а країну було перетворено на Сполучені Штати Колумбії. В 1872—1876 роках завдяки своєму значному діловому досвіду Парра обіймав посаду міністра фінансів в адміністраціях Мануеля Мурільйо та Сантьяго Переса.
1876 року Парра взяв участь у президентських виборах. Відповідно до Конституції 1863 року вибори були непрямими: для перемоги в першому турі кандидату потрібно було перемогти як мінімум у п'яти з дев'яти штатів, якщо ж такого не траплялось — то президента обирав Конгрес із числа основних кандидатів. 1876 року вперше сталось так, що ніхто не здобув перемогу в першому турі, й рішення мав ухвалити Конгрес; за результатами того голосування Парра набрав понад половину голосів.
Під час свого дворічного терміну Парра зосередився на розвитку шляхів сполучення й на розвитку загальної світської освіти. Такий акцент на світську освіту спричинив жорсткий спротив з боку духовенства й консерваторів, що призвело до кривавої громадянської війни. Також за часів його президентства було укладено перші контракти на будівництво Панамського каналу, що в наслідку призвело до Панамського скандалу. За станом здоров'я 1877 року був змушений тимчасово залишати свій пост: вперше його заміняв Сергіо Камарґо, вдруге — Мануель Марія Рамірес.
Після завершення президентського терміну виїхав до свого маєтку та зайнявся сільським господарством. Помер 1900 року в Пачо.